# Oktiabrśke (rejon perwomajski)
Oktiabrśke (ukr. Октябрське, ros. Октябрьское, Oktiabrskoje) – wieś na Ukrainie, w Autonomicznej Republice Krymu (de iure stanowiącej integralną część państwa ukraińskiego, w 2014 anektowanej przez Rosję i odtąd funkcjonującej jako Republika Krymu), w rejonie perwomajskim. W 2001 liczyła 1445 mieszkańców. Według spisu ludności przeprowadzonego przez okupacyjne władze rosyjskie populacja wsi w 2014 wynosiła 1192 osoby.